# Robert de Arbrissel

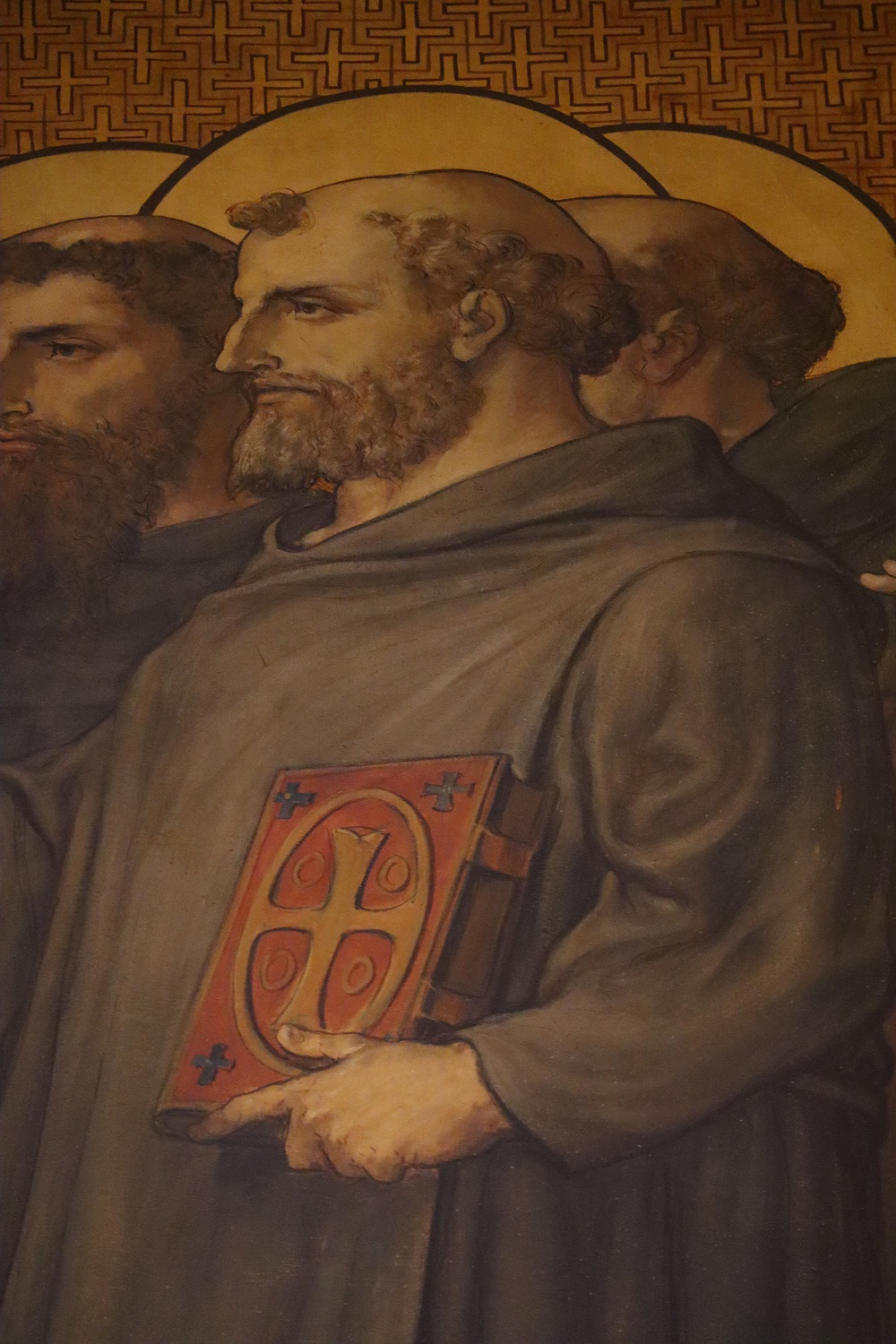
Robert de Arbrissel en un fresco del

Robert de Arbrissel (departamento de Ille y Vilaine, 1045 - 
25 de febrero de 1116), un religioso bretón fundador de la Orden de Fontevrault y de la Abadía de Fontevraud. Fue beatificado por la Iglesia católica.
Su apellido proviene de su pueblo natal, la villa de Arbrissel (en la región de Ille-et-Vilaine), dentro de la diócesis de Rennes, en Bretaña (noroeste de Francia).
Su conmemoración se celebra el 25 de febrero.
Estudió en París durante el pontificado de Gregorio VII.
Se desconoce el día y lugar de su ordenación.
En 1089 fue llamado a la diócesis de Rennes, por el obispo Silvestre de la Guerche. Como arcipreste se dedicó sobre todo a la supresión de la simonía,
aunque intentó hacer otras muchas reformas, razón por la cual se granjeó la enemistad de muchos miembros de la Iglesia, hasta el punto de que, al morir el obispo Silvestre de la Guerche, en 1093, le obligaron a marcharse de la diócesis. Entonces Robert se fue a Angers y comenzó a vivir de una manera ascética, costumbre que siguió el resto de su vida.
En el año 1095 se convirtió en ermitaño en el bosque de Craon, en Anjou, cerca de Bretaña y del lugar donde nació. Allí vivió en compañía de Bernardo de Abberville, más tarde fundador de la Congregación de Tiron.
Su piedad, elocuencia y fuerte personalidad atrajeron a muchos seguidores, para quienes en 1096 fundó la Abadía de la Roë. Aquellos que desearan tomar hábitos bajo su liderazgo iban a La Roë, pero los canónigos de allí decidían el número y diversidad de quienes entraban, así que entre 1097 y 1100 Robert renunció a su abadía formalmente y fundó Fontevrault.
Sus discípulos eran de cualquier edad, género y condición. Se dijo que había convertido a prostitutas, rumor que surgió seguramente al haber dedicado una casa en la abadía de Fontevrault a María Magdalena.
Arbrissel pasó así el resto de su vida predicando en su país y murió en Orsán, otro priorato de Fontevrault ubicado a 266 km al sur de París, el 25 de febrero de 1116 aproximadamente.